# Eusebius Mandyczevski
Eusebius Mandyczevski (en ukrainien : Євсевій Мандичевський, en roumain : Eusebie Mandicevschi) est un musicologue, compositeur, chef d'orchestre et professeur de musique ukraino-autrichien, né à Czernowitz (en Bucovine) le 18 août 1857 et décédé à Sulz près de Vienne le 13 mars 1929.
Il a été très connu, respecté et influent dans les milieux musicaux autrichiens, roumains et ukrainiens. Il a réalisé des éditions et des études très prestigieuses de la musique de Joseph Haydn, Ludwig van Beethoven, Franz Schubert, Johannes Brahms ou Caldara.

## Jeunesse
Le père d'Eusebius Mandyczewski est prêtre orthodoxe sa mère, Veronica, née Popovici, est la sœur d'Eusebiu Popovici, professeur érudit d'histoire de l'Université de Cernauti et père du poète bucovinien Gheorghe Popovici (connu sous le pseudonyme de T. Robeanu). Par son père, Mandyczewski est d'origine slave et par sa mère d'origine roumaine.
Il effectue ses études secondaires au lycée de Czernowitz (actuelle Tchernivtsi en Ukraine) en même temps qu'il étudie la musique avec Sydir Vorobkevych. Il intègre à l'Université de Czernowitz, mais, en 1875, il se rend à Vienne pour étudier à l'Académie de musique et d'arts du spectacle de Vienne, où il suit les enseignements d'Eduard Hanslick (histoire de la musique), de Gustav Nottebohm (théorie de la musique) et de Robert Fuchs. En 1879, il fait la connaissance de Johannes Brahms dont il devient un des meilleurs amis. En 1903, il épouse la chanteuse de lieder et professeure de chant Albine von Vest.

## Carrière
Entre 1879 et 1881, Mandyczewski est le directeur de la Wiener Singakademie (en) (Académie Viennoise de Chant). De 1887 à 1929, il est archiviste et bibliothécaire de la Gesellschaft der Musikfreunde (Société des Amis de la Musique), dont il est nommé chef d'orchestre en 1892. Il est fait docteur honoris causa par l'université de Leipzig en 1897. La même année, il commence à enseigner au Conservatoire de Vienne comme professeur d'Histoire de la Musique et des Instruments de Musique. En 1916, il a été nommé membre du Conseil privé autrichien.
Durant de nombreuses années, il est le correspondant à Vienne de la revue britannique The Musical Times.

## Éditions et études sur des compositeurs

### Schubert
Entre 1884 et 1897, est publiée l'édition de Mandyczewski des lieder de Franz Schubert au sein de l'œuvre complète éditée par Breitkopf et Härtel. La méticulosité de Mandyczewski, qui, dans certains cas, l'amène à éditer trois ou quatre variantes de chaque lied, fait de lui une autorité sur ce compositeur. Le prestige de ses éditions devient tel que, pour elles, en 1897, il est fait docteur honoris causa de l'Université de Leipzig. Il organise également une grande exposition sur Schubert en 1922 ainsi que le Congrès international sur Schubert de 1928.

### Beethoven
Mandyczewski a publié un ouvrage de Gustav Nottebohm, Beethoveniana, dans lequel est rassemblée une série d'essais académiques sur Beethoven, quelques-uns déjà publiés par la Musikalisches Wochenblatt et d'autres inédits, laissés par Nottebohm sous forme de manuscrits. George Grove lui exprima sa reconnaissance pour toute l'aide qu'il avait reçue lors de la rédaction de son livre sur les symphonies de Beethoven.

### Autres compositeurs
Mandyczevski a commencé l'édition de l'œuvre complète de Joseph Haydn.
En collaboration avec son disciple Hans Gál, il a édité l'œuvre complète de Johannes Brahms.

## Compositions musicales
Mandyczewski a composé des messes orthodoxes, des pièces pour le piano, des cycles de lieder s'inspirant de textes de poètes comme Taras Chevtchenko, Youri Fedkovitch, Vasile Alecsandri, Mihai Eminescu ou Heinrich Heine. Il a également effectué de nombreux arrangements d'œuvres folkloriques ukrainiennes, roumaines, allemandes et hongroises.

## Écrits
- Zweite Beethoveniana. Éditeur: Nottebohm. Leipzig, 1887
- Namen und Sachregister zu Nottebohms Beethoveniana und Zweite Beethoveniana. Leipzig, 1888
- Carl Czerny: Versuch einer richtigen Würdigung, Deutsche Kunst- und Musikzeitung, xviii/23–4 (1891)
- Goethes Gedichte in Franz Schuberts Werken, Chronik des Wiener Goethe-Vereins, xi/112 (10 mars 1897), 2–3
- Franz Schubert: zur Erinnerung an seinen 100. Geburtstag, Mitteilung Breitkopf & Härtel, xlviii (1907), 1609–10
- Jägers Abendlied, Die Musik, vi/7 (1907), 45–6
- Schubert-Pflege in der Gesellschaft der Musikfreunde, Geschichte der k.k. Gesellschaft der Musikfreunde. Vienne, 1912.
- Drei Meister Autographe. Vienne, 1923

## Éditions
- Ludwig van Beethovens Werke: vollständige kritisch durchgesehene überall berechtigte Ausgabe, 25e ser., n.º 264–309, Leipzig, 1887
- Franz Schuberts Werke: kritisch durchgesehene Gesamtausgabe, XX ser., i–x (Leipzig, 1895–7
- Antonio Caldara: Kirchenwerke, DTÖ, xxvi, Jg.xii/2, 1906
- Joseph Haydns Werke: erste kritische durchgesehene Gesamtausgabe, XVI ser., v–vii (La creación y Las estaciones), Leipzig, 1922
- Johannes Brahms sämtliche Werke, xi–xxvi, Leipzig, 1926
- Antonio Caldara: Kammermusik für Gesang, DTÖ, lxxv, Jg.xxxix, 1932